# 18 listopada
18 listopada jest 322. (w latach przestępnych 323.) dniem w kalendarzu gregoriańskim. Do końca roku pozostaje 43 dni.

## Święta
- Imieniny obchodzą: Aniela, Cieszymysł, Filipina, Gabriela, Galezy, Hezychiusz, Józefa, Karolina, Klaudyna, Leonard, Noe, Odo, Odon, Roman i Tomasz
- Haiti – Święto Sił Zbrojnych
- Łotwa – Dzień Proklamacji Niepodległości
- Maroko – Święto Niepodległości
- Oman – Dzień Urodzin Sułtana
- Uzbekistan – Dzień Flagi
- Wspomnienia i święta w Kościele katolickim[1][2] obchodzą:
  - bł. Grimoaldo (zakonnik)
  - św. Hezychiusz z Anriochii (męczennik)
  - bł. Karolina Kózkówna (męczennica)
  - św. Odo(n) z Cluny
  - św. Roman z Antiochii (męczennik)
  - św. Róża Filipina Duchesne (zakonnica)

## Wydarzenia w Polsce
- 1330 – Na zamku w Malborku wielki mistrz zakonu krzyżackiego Werner von Orseln został zasztyletowany przez brata-rycerza Jana von Endorfa.
- 1489 – Na zamku w Radomiu wielki mistrz zakonu krzyżackiego Johann von Tieffen złożył hołd lenny królowi Kazimierzowi IV Jagiellończykowi.
- 1495 – Bielsk Podlaski otrzymał rozszerzone prawa miejskie oparte na prawie magdeburskim.
- 1528 – W Opolu został wydany przez księcia opolskiego Jana II Dobrego i księcia karniowskiego Jerzego Hohenzollerna-Ansbacha w językach czeskim, niemieckim i polskim przywilej górniczy Ordunek Gorny, który regulował warunki pracy i płacy w kopalniach ołowiu i srebra (16 i 18 listopada).
- 1632 – Została wydana Biblia gdańska.
- 1655 – Potop szwedzki: rozpoczęło się oblężenie Jasnej Góry.
- 1700 – Wojna domowa na Litwie: zwycięstwo pospolitego ruszenia skonfederowanej szlachty litewskiej, inflanckiej i żmudzkiej nad wojskiem komputowym hetmana Kazimierza Jana Sapiehy w bitwie pod Olkienikami.
- 1705 – W Warszawie zawarto antyrosyjski sojusz polsko-szwedzki.
- 1711 – Książę-elektor Saksonii i król Polski August II Mocny zawarł układ z królem Danii Fryderykiem IV Oldenburgiem w sprawie podziału Pomorza Szwedzkiego, które zdobył na czele wojsk saskich.
- 1807 – Papież Pius VII zaaprobował kult przeora Sadoka i 48 Sandomierskich Dominikańskich Męczenników, zamordowanych w 1260 roku w czasie II najazdu mongolskiego na Polskę.
- 1825 – We Lwowie odbyła się prapremiera komedii Aleksandra Fredry Damy i huzary.
- 1865 – Rozpoczęła działalność Kolej Fabryczno-Łódzka.
- 1875 – Sokrat Starynkiewicz został prezydentem Warszawy.
- 1914 – I wojna światowa: zakończyła się bitwa pod Krzywopłotami.
- 1918 – Powołano do życia Straż Kolejową.
- 1918 – Zaprzysiężono rząd Jędrzeja Moraczewskiego.
- 1935 – W Warszawie rozpoczął się proces 12 Ukraińców zamieszanych w zabójstwo Bronisława Pierackiego.
- 1942 – W pacyfikacjach wsi Bochotnica i Parchatka na Lubelszczyźnie zginęło odpowiednio 45 i 28 osób.
- 1943:
  - Gestapo i ukraińska policja zamordowały w Równem 1864 osoby, w tym ok. 100 członków Armii Krajowej.
  - W Grodzisku Mazowieckim i Żyrardowie rozstrzelano dwie grupy zakładników, po 20 mężczyzn każda.
  - Armia Krajowa wydała Biuletyn Informacyjny w którym potępiła mord pod Borowem[3].
- 1945 – W Warszawie odsłonięto Pomnik Braterstwa Broni.
- 1948 – Przed sądem w Warszawie stanęło 4 polskich aktorów, którzy wystąpili w nazistowskim filmie propagandowym Powrót do ojczyzny.
- 1949 – Pracownik Instytutu Francuskiego w Warszawie André Robineau został aresztowany na lotnisku Okęcie pod zarzutem szpiegostwa.
- 1959 – Oblatano prototyp śmigłowca PZL SM-2.
- 1961 – Otwarto sztuczne lodowisko w Nowym Targu.
- 1965:
  - Ogłoszono list biskupów polskich do episkopatu niemieckiego w sprawie wzajemnego wybaczenia krzywd. Spotkał się on z ostrą reakcją władz PRL.
  - Premiera filmu obyczajowego Rysopis w reżyserii Jerzego Skolimowskiego.
- 1966 – Premiera filmu psychologicznego Bariera w reżyserii Jerzego Smolimowskiego.
- 1989 – Wiadomości zastąpiły Dziennik Telewizyjny.
- 1995 – Założono Ruch Odbudowy Polski na czele z Janem Olszewskim.
- 1996 – Ukazał się album FM zespołu Mafia.
- 2002:
  - Lech Kaczyński został zaprzysiężony na stanowisku prezydenta Warszawy.
  - Polska nawiązała stosunki dyplomatyczne z Timorem Wschodnim.
- 2004 – Orkan Pia spowodował śmierć kilku osób.
- 2005 – W Katowicach otwarto centrum handlowo-usługowo-rozrywkowe Silesia City Center.
- 2006 – Wystartował kanał TVP Sport.
- 2011 – Został zaprzysiężony drugi rząd Donalda Tuska.
- 2015 – Premier RP Beata Szydło wygłosiła w Sejmie exposé, po czym jej rząd uzyskał wotum zaufania.

## Wydarzenia na świecie

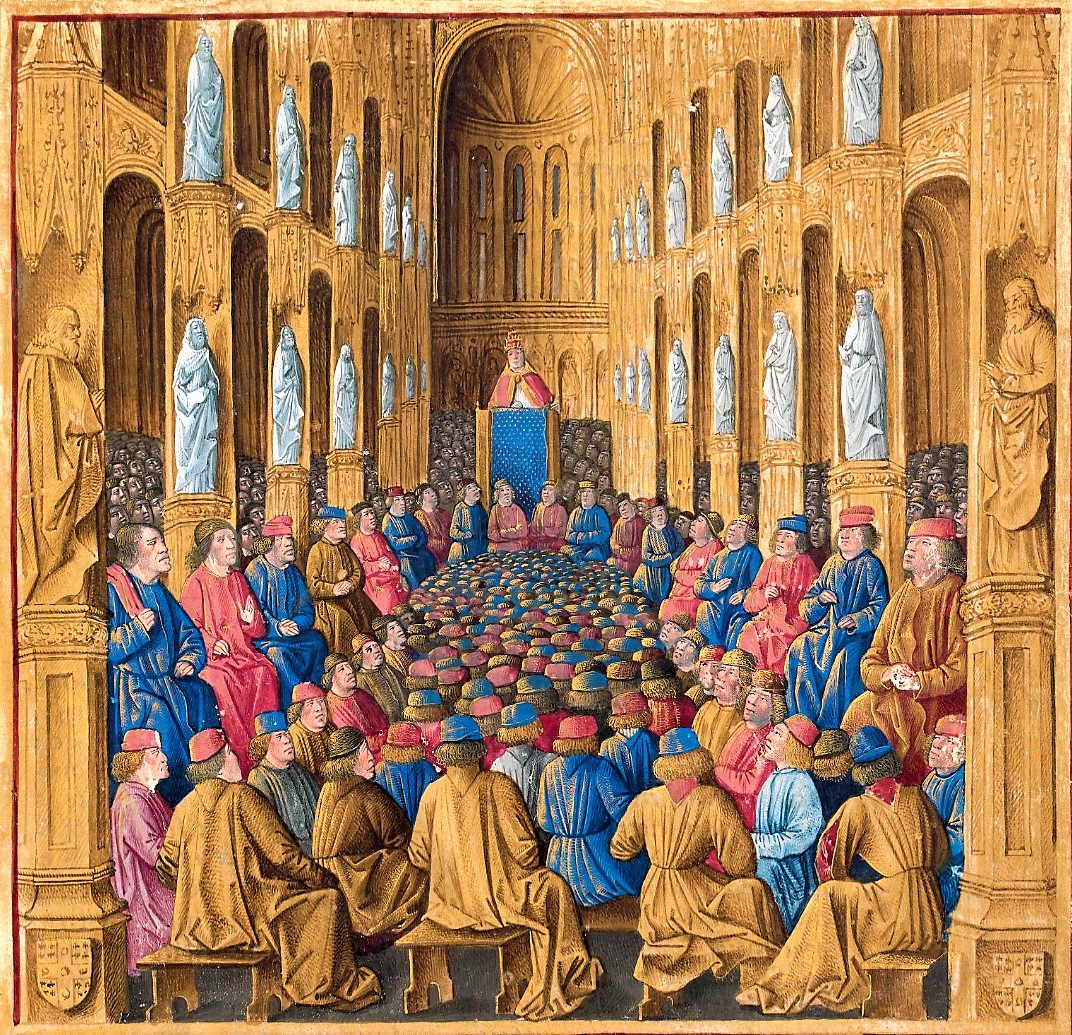
Papież Urban II na synodzie w Clermont (1095)

- 326 – Papież Sylwester I konsekrował pierwszą bazylikę św. Piotra.
- 1095 – We francuskim Clermont rozpoczął się synod pod przewodnictwem papieża Urbana II, będący początkiem I krucjaty.
- 1105 – Dokonano wyboru antypapieża Sylwestra IV.
- 1210 – Papież Innocenty III ekskomunikował cesarza Ottona IV.
- 1247 – Benedykt Polak powrócił do Lyonu z wyprawy do Imperium Mongolskiego.
- 1302 – Papież Bonifacy VIII ogłosił bullę Unam Sanctam powstałą w wyniku sporu z królem Francji Filipem Pięknym i będącą deklaracją praw i przywilejów papiestwa.
- 1305 – Artur II został księciem Bretanii.
- 1307 – Według legendy Wilhelm Tell zestrzelił z kuszy jabłko umieszczone na głowie swego syna.
- 1320 – Papież Grzegorz IX erygował diecezję Macerata we Włoszech.
- 1421 – Z powodu niezwykle wysokiego przypływu w Niderlandach zostały zatopione 72 wioski, w wyniku czego zginęło 10 tys. osób.
- 1561 – Wspierany przez Habsburgów grecki awanturnik i najemnik Jan II Jakub Heraklid Despot pokonał w bitwie pod Verbia(inne języki) hospodara Mołdawii Aleksandra Lăpușneanu i zajął jego miejsce.
- 1621 – Papież Grzegorz XV ustanowił zakon pijarów.
- 1626 – Papież Urban VIII konsekrował nową bazylikę św. Piotra na Watykanie.
- 1646 – Yongli został cesarzem Chin.
- 1659 – W Paryżu odbyła się premiera komedii Pocieszne wykwintnisie Moliera.
- 1686 – Król Francji Ludwik XIV przeszedł udany zabieg wycięcia przetoki odbytu, przeprowadzony przez swego nadwornego lekarza Charlesa-François Félixa(inne języki).
- 1723 – Założono Jekaterynburg.
- 1738 – Wojna o sukcesję polską: Austria i Francja zawarły w Wiedniu traktat pokojowy, do którego przystąpiły następnie Sardynia i Hiszpania.
- 1780 – Powstanie Tupaca Amaru II: zwycięstwo powstańców nad wojskami hiszpańskimi w bitwie pod Sangarará w Peru.
- 1791 – Jérôme Pétion de Villeneuve został merem Paryża.
- 1803 – Rewolucja haitańska: kluczowe dla późniejszej niepodległości zwycięstwo powstańców nad wojskami francuskimi w bitwie pod Vertières.
- 1812 – Inwazja Napoleona na Rosję: zwycięstwo wojsk rosyjskich w bitwie pod Krasnym.
- 1814 – Peder Anker(inne języki) został pierwszym ministrem (premierem) Norwegii.
- 1817 – W Wirtembergii zniesiono poddaństwo.
- 1834 – Édouard Mortier został premierem Francji.
- 1835 – José Jorge Loureiro(inne języki) został premierem Portugalii.
- 1840 – Na terenie dzisiejszej Panamy utworzono Wolne Państwo Przesmyku, którego prezydentem został Tomás de Herrera.
- 1841 – Wojna peruwiańsko-boliwijska(inne języki): decydujące zwycięstwo strony boliwijskiej w bitwie pod Ingavi.
- 1851 – Jerzy V został ostatnim królem Hanoweru.
- 1861 – Wojna secesyjna: podczas konwencji w hrabstwie Logan 116 delegatów z 68 hrabstw uchwaliło obalenie dotychczasowych władz stanu Kentucky i powołało „rząd tymczasowy” podlegający nowemu konfederackiemu gubernatorowi George’owi Johnsonowi.
- 1881 – W Paryżu zainaugurował działalność kabaret Le Chat Noir.
- 1883 – W Pradze oddano do użytku odbudowany po pożarze z 1881 roku Teatr Narodowy.
- 1893 – Papież Leon XIII ogłosił encyklikę Providentissimus Deus.
- 1901 – Wielka Brytania i USA osiągnęły porozumienie w sprawie budowy Kanału Panamskiego.
- 1903 – Podpisano amerykańsko-panamskie porozumienie (Hay-Bunau-Varilla Treaty(inne języki)) dające stronie amerykańskiej wyłączne prawa do Strefy Kanału Panamskiego.
- 1905 – Haakon VII został królem Norwegii.
- 1909 – Rozpoczęła się ostatnia dotychczas erupcja wulkanu Montana de Chinyero na Teneryfie.
- 1912 – W Himarë (dzisiejsza Albania) miejscowi Grecy rozpoczęli antytureckie powstanie.
- 1916 – I wojna światowa: zakończyła się bitwa nad Sommą.
- 1918 – Łotwa proklamowała niepodległość (od Rosji).
- 1920:
  - Dimitrios Ralis po raz piąty został premierem Grecji.
  - W Rosji Radzieckiej zalegalizowano aborcję.
- 1921 – Amerykanin Harry Pidgeon wypłynął z Los Angeles w samotny rejs wokółziemski, który ukończył (jako drugi na świecie) 31 października 1925 roku.
- 1923 – W faszystowskich Włoszech weszło w życie tzw. prawo Acerbo, dzięki któremu największa partia, która zdobyła w wyborach przynajmniej 25% głosów, uzyskiwała ⅔ mandatów parlamentarnych.
- 1927 – Humphrey Bogart rozwiódł się z pierwszą żoną Helen Menken(inne języki).
- 1928 – Walt Disney pokazał pierwszy dźwiękowy film z Myszką Miki.
- 1929:
  - Armia Czerwona wkroczyła do Mandżurii.
  - Tsunami wywołane przez (najtragiczniejsze w historii Kanady) trzęsienie ziemi u południowych wybrzeży Nowej Fundlandia zabiło 28 osób.
- 1930:
  - Powstała japońska świecka organizacja buddyjska Sōka Gakkai.
  - Sténio Vincent został prezydentem Haiti.
- 1932 – Odbyła się 5. ceremonia wręczenia Oscarów.
- 1934 – Amerykański pilot Richard Byrd odkrył wulkan Mount Sidley na Antarktydzie.
- 1935:
  - Brytyjczyk Conrad Reginald Cooke dokonał pierwszego wejścia na siedmiotysięcznik Kabru w Himalajach.
  - W Rydze odsłonięto Pomnik Wolności.
- 1936 – Niemcy i Włochy uznały hiszpański rząd gen. Francisco Franco.
- 1939:
  - Na Morzu Północnym zatonął po wejściu na niemiecką minę holenderski statek pasażerski „Simon Bolivar”, w wyniku czego zginęły 102 osoby.
  - W Londynie podpisano umowę, na mocy której Oddział Polskiej Marynarki Wojennej w Wielkiej Brytanii podporządkowano pod względem operacyjnym Admiralicji Brytyjskiej.
- 1941 – II wojna światowa w Afryce: wojska alianckie rozpoczęły operację odsieczy dla oblężonego Tobruku.
- 1943 – Berlin został zbombardowany przez 440 samolotów RAF.
- 1944:
  - W Berlinie założono organizację kolaboracyjną Zebranie narodów zniewolonych przez Rosję.
  - Wojna na Pacyfiku: japoński okręt podwodny I-41 został zatopiony przez Amerykanów u wybrzeży Filipiny wraz z całą, 111-osobową załogą.
- 1952 – Wojna koreańska: nad Morzem Japońskim doszło do bezpośredniego starcia 4 radzieckich myśliwców MiG-15 z 4 amerykańskimi F-86, które bez strat własnych zestrzeliły 2 maszyny, a 1 z pozostałych uszkodziły (pilot zmarł w szpitalu po powrocie).
- 1954 – W Monako ustanowiono Order Grimaldich.
- 1958 – Ibrahim Abbud został prezydentem Sudanu.
- 1959 – Premiera filmu kostiumowego Ben-Hur w reżyserii Williama Wylera.
- 1961 – Na kongresie pediatrycznym w Düsseldorfie niemiecki lekarz Widukind Lenz wygłosił wykład na temat zespołu wad wrodzonych spowodowanych talidomidem (embriopatia talidomidowa).
- 1963 – W pożarze drewnianego hotelu „Surfside” w Atlantic City w stanie New Jersey, wykorzystywanego poza sezonem turystycznym jako dom starców, śmierć poniosło 26 osób (w tym jedna później w szpitalu).
- 1964:
  - Dokonano oblotu amerykańskiego samolotu transportowego Grumman C-2 Greyhound.
  - Sobór watykański II ogłosił konstytucję dogmatyczną o Kościele Lumen gentium.
- 1965 – Wojna wietnamska: zwycięstwo wojsk amerykańskich w bitwie w dolinie Ia Đrăng.
- 1966 – Premiera czechosłowackiego filmu Pociągi pod specjalnym nadzorem w reżyserii Jirzego Menzla.
- 1970 – Premiera amerykańskiego filmu kryminalnego Na krawędzi w reżyserii Johna Frankenheimera.
- 1974 – Założono Royal Brunei Airlines.
- 1976 – Reprezentantka Jamajki Cindy Breakspeare zdobyła w Londynie tytuł Miss World 1976.
- 1978 – W Gujanie ponad 900 członków sekty Świątynia Ludu (w tym jej przywódca Jim Jones) popełniło zbiorowe samobójstwo.
- 1987:
  - 30 osób zginęło w pożarze, który wybuchł na stacji metra King’s Cross w Londynie.
  - Premiera brytyjsko-francusko-hongkońsko-włoskiego filmu biograficznego Ostatni cesarz w reżyserii Bernarda Bertolucciego.
- 1989:
  - NASA wystrzeliła satelitę badawczego COBE.
  - W NRD powstał ostatni komunistyczny rząd Hansa Modrowa.
- 1991:
  - Przyjęto flagę Uzbekistanu.
  - Ukazał się album Achtung Baby irlandzkiej grupy U2.
  - Wojna w Chorwacji: wojska serbskie zdobyły Vukovar.
- 1992 – Premiera amerykańskiego filmu biograficznego Malcolm X w reżyserii Spike’a Lee.
- 1994 – Kintu Musoke został premierem Ugandy.
- 1997 – Ukazał się album Reload amerykańskiej grupy Metallica.
- 2000 – W Nowym Jorku pobrali się Michael Douglas i Catherine Zeta-Jones.
- 2001 – Georgi Pyrwanow wygrał w II turze wybory prezydenckie w Bułgarii.
- 2002:
  - Abdullah Gül został premierem Turcji.
  - Do Iraku w poszukiwaniu broni masowego rażenia przybyli międzynarodowi inspektorzy na czele z Hansem Blixem.
- 2004:
  - Parlament Europejski zaakceptował nową Komisję Europejską pod przewodnictwem José Barroso.
  - Rozpoczęła się seryjna produkcja samochodu osobowego Łada Kalina.
- 2005:
  - Co najmniej 78 szyitów zginęło w dwóch samobójczych zamachach bombowych na meczety w mieście Chanakin w północnym Iraku.
  - Po raz kolejny pobito rekord Guinnessa w przewracaniu kostek domina (Domino Day).
- 2006:
  - Na Madagaskarze doszło do nieudanej próby wojskowego zamachu stanu.
  - Otwarto metro w wenezuelskim mieście Valencia.
  - We Włoszech pobrali się Tom Cruise i Katie Holmes.
- 2007 – W katastrofie górniczej w kopalni im. Aleksandra Fiodorowicza Zasiadki w Doniecku na Ukrainie zginęło 100 górników.
- 2011:
  - Rozpoczęła się podróż apostolska papieża Benedykta XVI do Beninu.
  - Wydano grę Minecraft.
- 2013 – Wystrzelono amerykańską sondę marsjańską MAVEN.
- 2014 – Dwóch Palestyńczyków uzbrojonych w noże, siekiery i pistolety wtargnęło do synagogi w zachodniej Jerozolimie i zaatakowało modlących się tam ludzi, w wyniku czego zginęło 5 osób, a 9 zostało rannych. Napastnicy zostali zastrzeleni przez policję.
- 2016 – Umaro Sissoco Embaló został premierem Gwinei Bissau.
- 2019 – Gotabaya Rajapaksa został prezydentem Sri Lanki.
- 2020 – Violeta Bermúdez została premierem Peru.

## Urodzili się
- 709 – Kōnin, cesarz Japonii (zm. 782)
- 1425 – Kunegunda ze Šternberka, czeska arystokratka (zm. 1449)
- 1522 – Lamoral Egmont, niderlandzki dowódca wojskowy, polityk (zm. 1568)
- 1527 – Luca Cambiaso, włoski malarz, rysownik, rzeźbiarz (zm. 1585)
- 1568 – August Starszy, książę brunszwicko-lüneburski na Celle (zm. 1636)
- 1569 – Antonio Marcello Barberini, włoski kardynał (zm. 1646)
- 1584 – Caspar de Crayer, flamandzki malarz (zm. 1669)
- 1611 – Andreas Tscherning, niemiecki poeta, teoretyk literatury (zm. 1659)
- 1626 – Christian Jacobsen Drakenberg(inne języki), duński weteran wojenny (zm. 1772)
- 1630 – Eleonora Gonzaga, księżniczka Mantui, cesarzowa niemiecka, królowa czeska i węgierska (zm. 1686)
- 1647 – Pierre Bayle, francuski filozof, historyk, publicysta (zm. 1706)
- 1662 – Anna Elżbieta Francuska, francuska królewna (zm. 1662)
- 1672 – Jakub Henryk Zerneke, niemiecki naukowiec, kronikarz, historyk, burmistrz Torunia (zm. 1741)
- 1685 – Adam Ledóchowski, polski szlachcic, polityk, pułkownik królewski (zm. 1754)
- 1722 – Jeffrey Watson, brytyjski zegarmistrz, fizyk teoretyk (zm. 1796)
- 1736 – Anton Graff, niemiecki malarz portrecista pochodzenia szwajcarskiego (zm. 1813)
- 1743 – Johannes Ewald, duński poeta, dramaturg (zm. 1781)
- 1758 – Jan Józef Rateau, francuski duchowny katolicki, męczennik, błogosławiony (zm. 1792)
- 1769 – August Chrystian Fryderyk, książę Anhalt-Köthen, dowódca wojskowy (zm. 1812)
- 1772 – Ludwik Ferdynand (I) Hohenzollern, pruski książę, generał, kompozytor (zm. 1806)
- 1773 – Ienari Tokugawa, japoński siogun (zm. 1841)
- 1774 – Wilhelmina, księżniczka pruska, królowa Holandii (zm. 1837)
- 1785 – David Wilkie, szkocki malarz (zm. 1841)
- 1786 – Carl Maria von Weber, niemiecki kompozytor (zm. 1826)
- 1787 – Louis Jacques Daguerre, francuski chemik, wynalazca, pionier fotografii (zm. 1851)
- 1800 – John Nelson Darby, brytyjski duchowny anglikański, następnie jeden z inicjatorów ruchu braci plyumuckich (zm. 1882)
- 1804 – Alfonso Ferrero La Marmora, włoski generał, polityk, premier Włoch (zm. 1878)
- 1808 – Edoardo Arborio Mella, włoski architekt (zm. 1884)
- 1809 – Eduard Duller, austriacko-niemiecki poeta, historyk (zm. 1853)
- 1810 – Asa Gray, amerykański botanik, wykładowca akademicki (zm. 1888)
- 1811 – August Zamoyski, polski hrabia, ziemianin, uczestnik powstania listopadowego (zm. 1889)
- 1814 – Frézal Tardieu, francuski sercanin biały, męczennik, błogosławiony (zm. 1871)
- 1815 – Lorenz von Stein, niemiecki ekonomista, socjolog, wykładowca akademicki (zm. 1890)
- 1818 – Stephen V. Harkness, amerykański przedsiębiorca (zm. 1888)
- 1819 – Émile Deschanel, francuski pisarz, literaturoznawca, polityk (zm. 1904)
- 1822 – Mathurin Moreau, francuski rzeźbiarz (zm. 1912)
- 1824:
  - Amalia Eriksson, szwedzka piekarka, cukierniczka (zm. 1923)
  - Jenő Jendrassik, węgierski lekarz, fizjolog, filozof, wykładowca akademicki (zm. 1891)
- 1826 – Karol Marconi, polski malarz pochodzenia włosko-szkockiego (zm. 1864)
- 1828:
  - John Angel James Creswell, amerykański polityk, senator (zm. 1891)
  - John Langdon Down, brytyjski lekarz (zm. 1896)
  - Johanne Philippine Nathusius, niemiecka filantropka (zm. 1885)
- 1832:
  - Heinrich Gerber, niemiecki inżynier, konstruktor budowlany (zm. 1912)
  - Gustaw Manteuffel, polski baron, historyk, etnolog, krajoznawca pochodzenia niemieckiego (zm. 1916)
  - Adolf Erik Nordenskiöld, szwedzki baron, geolog, mineralog, polarnik (zm. 1901)
- 1835 – Jaan Jung, estoński historyk, publicysta, muzyk (zm. 1900)
- 1836:
  - W.S. Gilbert, brytyjski dramatopisarz, librecista, poeta (zm. 1911)
  - Máximo Gómez, dominikański generał major (zm. 1905)
- 1838 – William Keith, amerykański malarz (zm. 1911)
- 1839:
  - Paul Georges Dieulafoy, francuski chirurg (zm. 1911)
  - August Kundt, niemiecki fizyk, wykładowca akademicki (zm. 1894)
  - Emil Škoda, czeski inżynier, przemysłowiec (zm. 1900)
- 1840 – Antonio Muñoz Degrain, hiszpański malarz (zm. 1924)
- 1842 – Reinhold Röhricht, niemiecki historyk, pedagog (zm. 1905)
- 1844 – Albert Wangerin, niemiecki matematyk, pedagog (zm. 1933)
- 1846:
  - Aloys von Liechtenstein, austriacki polityk (zm. 1920)
  - Henry Northcote, brytyjski polityk, dyplomata, administrator kolonialny (zm. 1911)
- 1847 – Eliška Krásnohorská, czeska poetka, pisarka, tłumaczka, feministka (zm. 1926)
- 1848 – Jarosław Leitgeber, polski księgarz, wydawca (zm. 1933)
- 1849 – Edward Kołaczkowski, polski ziemianin, samorządowiec prezydent Lublina (zm. 1933)
- 1851 – Henry Céard, francuski pisarz, krytyk teatralny (zm. 1924)
- 1852:
  - Mikoláš Aleš, czeski malarz, rysownik, grafik (zm. 1913)
  - Seweryn Bieszczad, polski malarz (zm. 1923)
  - Bronisław Gustawicz, polski pedagog, krajoznawca, taternik, przyrodnik (zm. 1916)
  - Edoardo Pulciano, włoski duchowny katolicki, arcybiskup Genui (zm. 1911)
- 1853:
  - Aleksandra Hutten-Czapska, rosyjsko-szwajcarska arystokratka, pisarka pochodzenia polskiego (zm. 1941)
  - Władysław Zamoyski, polski hrabia, działacz społeczny (zm. 1924)
- 1856:
  - Jakub (Antonovici), rumuński duchowny prawosławny, biskup Huși (zm. 1931)
  - Mikołaj Romanow, rosyjski wielki książę, generał adiutant (zm. 1929)
- 1857:
  - Stanhope Alexander Forbes, irlandzki malarz (zm. 1947)
  - Gunnar Heiberg, norweski pisarz, dziennikarz (zm. 1929)
  - Karl Georg Huyn, austriacki generał (zm. 1938)
  - Konstanty Przewłocki, polski ziemianin, działacz gospodarczy, polityk (zm. 1930)
- 1859 – Ferdynand Olesiński, polski malarz (zm. 1905)
- 1860 – Ignacy Jan Paderewski, polski pianista, kompozytor, polityk, minister spraw zagranicznych, premier RP (zm. 1941)
- 1861 – Grigorij Januszewski, rosyjski i ukraiński generał lejtnant, emigrant (zm. 1928)
- 1863:
  - Richard Dehmel, niemiecki poeta, prozaik, dramaturg (zm. 1920)
  - Ernest Maxse, brytyjski dyplomata (zm. 1943)
  - Józefina Nicoli, włoska szarytka, błogosławiona (zm. 1924)
- 1864 – Maciej Biesiadecki, polski prawnik, urzędnik, dyplomata (zm. 1935)
- 1867 – Andrzej Nosowicz, polski inżynier, polityk, minister kolei (zm. 1940)
- 1868:
  - Driekske van Bussel, holenderski łucznik sportowy (zm. 1951)
  - Mieczysław Linde, polski generał brygady (zm. 1940)
  - Asajirō Oka, japoński zoolog, anatom (zm. 1944)
- 1869 – Arthur Stanley, brytyjski polityk (zm. 1947)
- 1870 – Józef Marczewski, polski samorządowiec, prezydent Częstochowy (zm. 1944)
- 1871 – Robert Hugh Benson, brytyjski duchowny anglikański, a następnie katolicki, pisarz (zm. 1914)
- 1873 – Francisco Villota, hiszpański pelocista (zm. 1949)
- 1874 – Clarence Day, amerykański pisarz (zm. 1935)
- 1875:
  - Adela Comte-Wilgocka, polska śpiewaczka operowa (sopran), pedagog (zm. 1960)
  - Stanisław Kamocki, polski malarz, grafik (zm. 1944)
- 1877 – Arthur Pigou, brytyjski ekonomista (zm. 1959)
- 1878 – Hubert Loutsch, luksemburski polityk, premier Luksemburga (zm. 1946)
- 1880:
  - Paul Maas, niemiecki filolog klasyczny, bizantynolog (zm. 1964)
  - Otto Nadolski, polski doktor inżynier hydrotechnik, komisaryczny prezydent Lwowa (zm. 1941)
- 1882:
  - Adam Chądzyński, polski polityk, minister kolei (zm. 1963)
  - Amelita Galli-Curci, włoska śpiewaczka operowa (sopran) (zm. 1963)
  - Paweł Garapich, polski prawnik, urzędnik państwowy, wojewoda łódzki i lwowski (zm. 1957)
  - Percy Wyndham Lewis, brytyjski pisarz, krytyk literacki, malarz (zm. 1957)
  - Jacques Maritain, francuski teolog, filozof (zm. 1973)
- 1883:
  - Jazep Losik, białoruski językoznawca, literaturoznawca, polityk, przewodniczący Rady Białoruskiej Republiki Ludowej (zm. 1940)
  - Gustav Schädler, liechtenszteiński polityk, premier Liechtensteinu (zm. 1961)
- 1884:
  - Arvid Sjöqvist, szwedzki żeglarz sportowy (zm. 1960)
  - Fritz Sjöqvist, szwedzki żeglarz sportowy (zm. 1962)
- 1885 – Hans Cloos, niemiecki geolog (zm. 1951)
- 1886 – Ferenc Münnich, węgierski polityk, premier Węgier (zm. 1967)
- 1888:
  - Wanda Jerominówna, polska taterniczka (zm. 1944)
  - Frances Marion, amerykańska dziennikarka, pisarka, scenarzystka filmowa (zm. 1973)
  - Gustaf Molander(inne języki), szwedzki reżyser filmowy, aktor (zm. 1973)
- 1890:
  - Józef Bok, polski murarz, związkowiec, działacz komunistyczny, poeta, prozaik, publicysta (zm. 1969)
  - Stanisław Krajewski, polski geolog (zm. 1868)
  - Petro Werhun, ukraiński duchowny Kościoła katolickiego obrządku bizantyjsko-ukraińskiego, męczennik, błogosławiony (zm. 1957)
  - Gustaw Zieliński, polski działacz niepodległościowy, społeczny i związkowy, polityk, poseł na Sejm RP (zm. 1945)
- 1891:
  - Francisco Campos, brazylijski adwokat, polityk (zm. 1968)
  - Basia Liebgold, polska aktorka pochodzenia żydowskiego (zm. 1942/43)
  - Gio Ponti, włoski architekt (zm. 1979)
  - László Széchy, węgierski szablista (zm. 1963)
- 1892:
  - Józef Gawlina, polski duchowny katolicki, generał dywizji, biskup polowy WP (zm. 1964)
  - Michaił Łukin, radziecki generał porucznik (zm. 1970)
- 1894:
  - Earl Eby, amerykański lekkoatleta, średniodystansowiec (zm. 1970)
  - Géza Kertész, węgierski piłkarz, trener (zm. 1945)
- 1895 – Ludwik Masłowski, polski bankowiec, entomolog (zm. 1940)
- 1896 – Michaił Czistiakow, radziecki dowódca wojskowy, marszałek artylerii (zm. 1980)
- 1897:
  - Patrick Maynard Stuart Blackett, brytyjski fizyk, laureat Nagrody Nobla (zm. 1974)
  - Tadeusz Gebethner, polski piłkarz, działacz sportowy, księgarz (zm. 1944)
- 1898:
  - Joris Ivens, holenderski reżyser filmowy (zm. 1989)
  - Poul F. Joensen, farerski poeta, prozaik (zm. 1970)
  - Antun Branko Šimić, chorwacki poeta, krytyk literacki (zm. 1925)
- 1899:
  - Sten Abel, norweski żeglarz sportowy (zm. 1989)
  - Eugene Ormandy, amerykański dyrygent pochodzenia węgiersko-żydowskiego (zm. 1985)
  - Michaił Wodopjanow, radziecki generał-major pilot, polarnik, pisarz (zm. 1980)
- 1900:
  - George Kistiakowsky, amerykański chemik pochodzenia ukraińskiego (zm. 1982)
  - Artur von Schmalensee, szwedzki architekt (zm. 1972)
  - W. Wallace Smith, amerykański duchowny mormoński (zm. 1989)
  - Wanda Wermińska, polska śpiewaczka operowa (sopran) (zm. 1988)
- 1901:
  - George Gallup, amerykański socjolog, badacz opinii publicznej (zm. 1984)
  - Bruce Humberstone, amerykański reżyser filmowy (zm. 1984)
  - Leon Niewiadomski, polski geograf, nauczyciel, harcmistrz (zm. 1982)
- 1902:
  - Konstantin Kazakow, radziecki marszałek artylerii (zm. 1989)
  - Michaś Maszara, białoruski poeta, dziennikarz (zm. 1976)
  - Robin Vane-Tempest-Stewart, brytyjski arystokrata, działacz piłkarski (zm. 1955)
- 1903:
  - Luigi Allemandi, włoski piłkarz, trener (zm. 1978)
  - Witold Karol Daab, polski żołnierz AK, uczestnik powstania warszawskiego (zm. 1982)
  - Teofil Syga, polski dziennikarz, pisarz, literaturoznawca (zm. 1983)
- 1904 – Alan Lennox-Boyd, brytyjski arystokrata, polityk (zm. 1983)
- 1905:
  - Feliks Błocki, polski inżynier elektryk, specjalista w dziedzinie telekomunikacji, wykładowca akademicki (zm. 1975)
  - Tadeusz Giewont-Szczecina, polski poeta, dramaturg, publicysta, regionalista sądecki (zm. 1969)
- 1906:
  - Corneliu Baba, rumuński malarz, ilustrator (zm. 1997)
  - Hans Christian Hansen, duński polityk, premier Danii (zm. 1960)
  - Klaus Mann, niemiecki pisarz (zm. 1949)
  - George Wald, amerykański fizjolog, biochemik pochodzenia żydowskiego, laureat Nagrody Nobla (zm. 1997)
  - Guido Wieland(inne języki), austriacki aktor (zm. 1993)
- 1907:
  - Pierre Dreyfus, francuski przemysłowiec, polityk (zm. 1994)
  - Hilario López, meksykański piłkarz (zm. 1965)
  - Gwen Meredith, australijska pisarka (zm. 2006)
  - Compay Segundo, kubański gitarzysta, kompozytor, członek zespołu Buena Vista Social Club (zm. 2003)
- 1908 – Imogene Coca, amerykańska aktorka, komik (zm. 2001)
- 1909:
  - Hanna Brzezińska, polska aktorka, piosenkarka, tancerka (zm. 1998)
  - Michaił Martynow, radziecki generał porucznik lotnictwa (zm. 1986)
  - Johnny Mercer, amerykański piosenkarz, kompozytor, autor tekstów (zm. 1976)
  - Frank Shields, amerykański tenisista (zm. 1975)
- 1910:
  - Hilkka Norkamo, fińska dyrygentka, poetka, tłumaczka (zm. 2004)
  - Süleyman Vəzirov, azerski polityk (zm. 1973)
  - Mario Vergara, włoski duchowny katolicki, misjonarz, męczennik, błogosławiony (zm. 1950)
- 1911:
  - Rodolphe de Hemricourt de Grunne, belgijski pilot wojskowy, as myśliwski (zm. 1941)
  - Salcia Landmann, szwajcarska filozofka, pisarka, dziennikarka pochodzenia żydowskiego (zm. 2002)
- 1912:
  - Ernest Johnson, brytyjski kolarz torowy (zm. 1997)
  - Ignacy Malecki, polski elektroakustyk, naukoznawca (zm. 2004)
  - Clement J. Zablocki, amerykański polityk pochodzenia polskiego (zm. 1983)
- 1913:
  - Stefan Gumiński, polski botanik (zm. 2005)
  - Margot Heinemann, angielska pisarka i nauczycielka (zm. 1992)
- 1914 – Mikołaj Kunicki, polski pułkownik, dowódca partyzancki (zm. 2001)
- 1916 – David Robert Bates, irlandzki fizyk, chemik, działacz pokojowy (zm. 1994)
- 1917:
  - Pedro Infante, meksykański aktor, piosenkarz (zm. 1957)
  - Jaime de Piniés, hiszpański dyplomata (zm. 2003)
  - Nelly van Balen Blanken, holenderska lekkoatletka, skoczkini wzwyż (zm. 2008)
- 1918:
  - Ludwik Hass, polski historyk, znawca masonerii (zm. 2008)
  - Danuta Sokolnicka, polska jubilerka, złotniczka (zm. 1989)
- 1919:
  - Jocelyn Brando, amerykańska aktorka (zm. 2005)
  - Ładysław Buczyński, polski działacz komunistyczny i socjalistyczny, publicysta, dowódca oddziału GL (zm. 1943)
  - Irena Rolanowska, polska pianistka, pedagog (zm. 2007)
  - Kazimierz Wyrozębski, polski żołnierz AK i WiN (zm. 1948)
- 1920:
  - Tadeusz Andruszków, polski sierżant pilot (zm. 1940)
  - Konstantin Bieskow, rosyjski piłkarz, trener (zm. 2006)
  - Mustafa Chalil, egipski polityk, premier Egiptu (zm. 2008)
  - Laureano López Rodó, hiszpański prawnik, polityk, dyplomata (zm. 2000)
  - Igor Narski, rosyjski filozof (zm. 1993)
- 1921:
  - Czabua Amiredżibi, gruziński pisarz, scenarzysta filmowy, polityk (zm. 2013)
  - Michaił Odincow, radziecki generał pułkownik lotnictwa (zm. 2011)
- 1922:
  - Wiktor Afanasjew, rosyjski filozof, dziennikarz, polityk (zm. 1994)
  - Agustín Pagola Gómez rosyjski piłkarz, trener pochodzenia hiszpańskiego (zm. 1975)
  - Luis Somoza Debayle, nikaraguański generał, polityk, prezydent Nikaragui (zm. 1967)
- 1923:
  - Zbigniew Prusinkiewicz, polski gleboznawca (zm. 2004)
  - Alan Shepard, amerykański kontradmirał US Navy, astronauta (zm. 1998)
  - Ted Stevens, amerykański polityk, senator (zm. 2010)
- 1924 – Jerzy Korcz, polski aktor (zm. 2009)
- 1925:
  - Feliks Kaczmarski, polski fotografik (zm. 2009)
  - Tadeusz Wyrzykowski, polski rzeźbiarz, malarz (zm. 2017)
- 1926:
  - Estanislao Basora, hiszpański piłkarz narodowości katalońskiej (zm. 2012)
  - Wanda Pawlik(inne języki), polska pisarka (zm. 1983)
  - Dennis William Sciama, brytyjski fizyk (zm. 1999)
- 1927:
  - Liane Augustin, niemiecko-austriacka piosenkarka, aktorka (zm. 1978)
  - Hank Ballard, amerykański muzyk, piosenkarz (zm. 2003)
  - Gérard Calvet, francuski benedyktyn (zm. 2008)
  - Zygmunt Pawłowicz, polski duchowny katolicki, biskup pomocniczy gdański (zm. 2010)
  - Eldar Riazanow, rosyjski reżyser i scenarzysta filmowy, aktor, poeta, dramaturg (zm. 2015)
- 1928:
  - Rino Benedetti, włoski kolarz szosowy (zm. 2002)
  - Sheila Jordan, amerykańska wokalistka jazzowa (zm. 2025)
  - Salvador Laurel, filipiński prawnik, polityk, wiceprezydent i premier Filipin (zm. 2004)
  - Józef Lityński, polski geofizyk, klimatolog, działacz polonijny (zm. 2013)
- 1929:
  - Grzegorz Lasota, polski publicysta, reżyser filmowy (zm. 2014)
  - Maria Milczarek, polska polityk, poseł na Sejm PRL, minister administracji, gospodarki terenowej i ochrony środowiska oraz pracy, płac i spraw socjalnych (zm. 2011)
- 1930:
  - Jerzy Artysz, polski śpiewak operowy (baryton), pedagog muzyczny (zm. 2024)
  - Charles Bateman, amerykański aktor (zm. 2025)
  - Wanda Czełkowska, polska rzeźbiarka (zm. 2021)
  - Sonja Edström, szwedzka biegaczka narciarska (zm. 2020)
  - Kazimierz Kord, polski dyrygent (zm. 2021)
  - Gregor Strniša, słoweński poeta, dramaturg (zm. 1987)
- 1931 – Wolfgang Wickler, niemiecki zoolog, etolog (zm. 2024)
- 1932:
  - Daniel Bargiełowski, polski aktor, reżyser teatralny, pisarz (zm. 2016)
  - René Bliard, francuski piłkarz (zm. 2009)
  - Leszek Leiss, polski bokser (zm. 2015)
- 1933 – Mario Vallotto, włoski kolarz torowy (zm. 1966)
- 1934:
  - Wasilis Wasilikos(inne języki), grecki pisarz
  - Zequinha, brazylijski piłkarz (zm. 2009)
- 1935:
  - Rudolf Bahro, niemiecki filozof, publicysta, polityk (zm. 1997)
  - Erling Mandelmann, duński fotograf, fotoreporter (zm. 2018)
  - Jan Sezonow, polski duchowny prawosławny, mitrat (zm. 2022)
- 1936:
  - Ennio Antonelli, włoski duchowny katolicki, arcybiskup Perugii i Florencji, kardynał
  - Heinz Bäni, szwajcarski piłkarz (zm. 2014)
  - Don Cherry, amerykański trębacz jazzowy (zm. 1995)
  - Jerzy Wrzos, polski trener piłkarski, teoretyk sportu
  - Ante Žanetić, chorwacki piłkarz (zm. 2014)
- 1937:
  - Irena Grzonka-Wardejn, polska aktorka (zm. 2021)
  - Juan José Timón, urugwajski kolarz szosowy i torowy (zm. 2001)
- 1938:
  - Norbert Ratsirahonana, madagaskarski polityk, premier i prezydent Madagaskaru
  - Karl Schranz, austriacki narciarz alpejski
- 1939:
  - Margaret Atwood, kanadyjska pisarka, poetka, krytyk literacki, aktywistka społeczna i ekologiczna
  - Henri Brincard, francuski duchowny katolicki, biskup Le Puy-en-Velay (zm. 2014)
  - Margaret Jay, brytyjska dziennikarka, polityk
  - (data sporna) Amanda Lear, francuska piosenkarka, prezenterka telewizyjna, malarka, aktorka, modelka
  - John O’Keefe, amerykańsko-brytyjski neurobiolog, laureat Nagrody Nobla
  - Pilar Roldán, meksykańska florecistka
  - Brenda Vaccaro, amerykańska aktorka
- 1940:
  - Kabus ibn Sa’id, sułtan Omanu (zm. 2020)
  - Eladio Silvestre, hiszpański piłkarz
- 1941:
  - Gary Bettenhausen, amerykański kierowca wyścigowy (zm. 2014)
  - David Hemmings, brytyjski aktor, reżyser i producent filmowy (zm. 2003)
- 1942:
  - Linda Evans, amerykańska aktorka
  - Susan Sullivan, amerykańska aktorka
- 1943:
  - Leonardo Sandri, włoski kardynał
  - Łukasz Turski, polski fizyk teoretyk, profesor nauk fizycznych, popularyzator nauki, publicysta (zm. 2025)
- 1944:
  - Karol Nicze, polski pianista (zm. 1999)
  - Michele Piccirillo, włoski franciszkanin, archeolog (zm. 2008)
  - Eustachy Rylski, polski prozaik, dramaturg, scenarzysta filmowy
  - Helena Štáchová, czeska lalkarka, scenarzystka i reżyser
- 1945:
  - Ilona Bartosińska, polska aktorka
  - Barbara Majewska-Żuromska, polska aktorka
  - Mahinda Rajapaksa, lankijski polityk, prezydent Sri Lanki
- 1946:
  - Alan Dean Foster, amerykański pisarz fantasy i science fiction
  - Stanisław Franczak, polski prozaik, poeta, krytyk literacki, wydawca
  - Eva Klonowski, polsko-islandzka antropolog sądowa
  - Jekatierina Markowa, rosyjska aktorka, scenarzystka filmowa, pisarka
  - Wiaczesław Pjecuch, rosyjski pisarz, dziennikarz (zm. 2019)
  - Chris Rainbow, szkocki piosenkarz, muzyk, producent muzyczny (zm. 2015)
- 1947:
  - Arkadiusz Koniecki, polski trener koszykówki
  - Anna Kowalska, polska działaczka samorządowa, wicemarszałek województwa podkarpackiego
  - Omar Larrosa, argentyński piłkarz
  - Dariusz Miłkowski, polski reżyser teatralny
  - Jameson Parker, amerykański aktor
- 1948:
  - Luc Bouchard, kanadyjski duchowny katolicki, biskup Trois Rivières
  - Joe Corrigan, angielski piłkarz, bramkarz
  - Gilles Kohler, francuski aktor
  - Andrea Marcovicci, amerykańska aktorka pochodzenia rumuńskiego
  - Ana Mendieta, amerykańska artystka intermedialna pochodzenia kubańskiego (zm. 1985)
  - Alain Planet, francuski duchowny katolicki, biskup Carcassonne i Narbonne
- 1949:
  - Elżbieta Kuczyńska, polska piosenkarka (zm. 2018)
  - Herman Rarebell, niemiecki perkusista, członek zespołów: Scorpions i MSG
  - Jiří Stancl, czeski żużlowiec
  - Jeremy Strong, brytyjski pisarz, autor literatury dziecięcej i młodzieżowej (zm. 2024)
- 1950:
  - Tommy Cassidy, północnoirlandzki piłkarz, trener (zm. 2024)
  - Małgorzata Hussar, polska kompozytorka
  - Gilles Pisier, francuski matematyk
  - Rudy Sarzo, kubański basista, kompozytor, członek zespołu Dio
  - Michael Swanwick, amerykański pisarz fantasy i science fiction
- 1951:
  - Kay Hagan, amerykańska polityk, senator (zm. 2019)
  - Ivan Katalinić, chorwacki piłkarz, bramkarz, trener
  - Dawit Kipiani, gruziński piłkarz, trener (zm. 2001)
  - Heinrich Schiff, austriacki wiolonczelista, dyrygent (zm. 2016)
- 1952:
  - Aleksander Jurewicz, polski pisarz
  - Delroy Lindo, brytyjski aktor
- 1953:
  - Krzysztof Jurgiel, polski polityk, poseł na Sejm RP, minister rolnictwa i rozwoju wsi, eurodeputowany
  - Alan Moore, brytyjski pisarz
  - Janusz Wójcik, polski piłkarz, trener, polityk, poseł na Sejm RP (zm. 2017)
- 1954:
  - Toomas Edur, kanadyjski hokeista
  - Guy Innes-Ker, brytyjski arystokrata (zm. 2019)
  - Milan Martić, serbski polityk, zbrodniarz wojenny
  - Jerzy Strzelecki, polski socjolog, polityk (zm. 2016)
- 1955:
  - Jake Brockman, brytyjski pianista, członek zespołu Echo & the Bunnymen (zm. 2009)
  - Carter Burwell, amerykański kompozytor muzyki filmowej
  - Leszek Cieślik, polski samorządowiec, polityk, poseł na Sejm RP
- 1956:
  - Noel Brotherston, północnoirlandzki piłkarz (zm. 1995)
  - Romuald Dębski, polski ginekolog (zm. 2018)
  - Adam Kensy, polski piłkarz
- 1957:
  - Tom Hooker, amerykański piosenkarz
  - Ingo Taubhorn, niemiecki fotograf, kurator sztuki
  - Werżinia Weselinowa, bułgarska lekkoatletka, kulomiotka
  - Zdzisław Wrzałka, polski samorządowiec, wicemarszałek województwa świętokrzyskiego
- 1958:
  - Daniel Brailovsky, argentyńsko-izraelski piłkarz, trener
  - Robert Dill-Bundi, szwajcarski kolarz torowy i szosowy (zm. 2024)
  - Elżbieta Mielczarek, polska wokalistka bluesowa
  - Roman Pindel, polski duchowny katolicki, biskup bielsko-żywiecki
  - Shirley Strong, brytyjska lekkoatletka, płotkarka
- 1959:
  - Michael Birkedal, duński piłkarz
  - Cindy Blackman, amerykańska perkusistka jazz-rockowa i rockowa
  - Andrzej Kołodziej, polski działacz opozycji antykomunistycznej
  - Walid Mubarak, kuwejcki piłkarz (zm. 2025)
  - Boone Pultz, amerykański bokser
  - Jimmy Quinn, północnoirlandzki piłkarz, trener
  - Roman Rutkowski, polski związkowiec, polityk, poseł na Sejm RP
- 1960:
  - Stefania Giannini, włoska językoznawczyni, polityk
  - Jiang Yi-huah, tajwański polityk, premier Tajwanu
  - Kent-Olle Johansson, szwedzki zapaśnik
  - Ivans Klementjevs, łotewski kajakarz, kanadyjkarz, polityk pochodzenia rosyjskiego
  - Elizabeth Perkins, amerykańska aktorka
  - Kim Wilde, brytyjska piosenkarka
- 1961:
  - Nick Chinlund, amerykański aktor
  - Siergiej Gorłukowicz, rosyjski piłkarz, trener pochodzenia białoruskiego
  - Jan Kuehnemund, amerykańska wokalistka, gitarzystka, członkini zespołu Vixen
  - Steven Moffat, brytyjski scenarzysta i producent telewizyjny
  - Alois Reinhardt, niemiecki piłkarz, trener
- 1962:
  - Mihai Cișmaș, rumuński zapaśnik
  - Kirk Hammett, amerykański gitarzysta, członek zespołu Metallica
  - Rick Owens, amerykański projektant mody
- 1963:
  - Robert Majewski, polski trębacz jazzowy
  - Peter Schmeichel, duński piłkarz, bramkarz pochodzenia polskiego
- 1964:
  - Daniel Aceves, meksykański zapaśnik
  - Salud Carbajal, amerykański polityk, kongresman
  - Krystyna Chylińska, polska lekkoatletka, biegaczka
  - Rita Cosby, amerykańska dziennikarka pochodzenia duńsko-polskiego
  - Hiroyuki Tanaka, japoński aktor, reżyser filmowy
- 1965:
  - Michael Crummey, kanadyjski poeta, prozaik
  - Greg Hunt, australijski polityk
  - Jacek Ziober, polski piłkarz
- 1966:
  - Jorge Camacho(inne języki), hiszpański poeta
  - Brett Dutton, australijski kolarz torowy i szosowy
  - LaVonna Martin, amerykańska lekkoatletka, płotkarka
  - Marusha, niemiecka didżejka, producentka muzyczna
  - Zoran Savić, serbski koszykarz
  - Tetsuya Takahashi, japoński projektant gier komputerowych
- 1967:
  - Rasa Kreivytė, litewska koszykarka, trenerka
  - Marianna Grodzka-Marciano, polska aktorka
  - Robb Holland, amerykański kierowca wyścigowy
  - Thomas Reineck, niemiecki kajakarz
  - Bruce Westerman, amerykański polityk, kongresman
- 1968:
  - Toshiyuki Atokawa, japoński karateka
  - Romany Malco, amerykański aktor
  - Owen Wilson, amerykański aktor, scenarzysta i producent filmowy
- 1969:
  - Sam Cassell, amerykański koszykarz
  - Ross Dolan, amerykański muzyk, wokalista, kompozytor, członek zespołu Immolation
  - Anna Patynek, polska perkusistka
  - Sioniusz (Radew), bułgarski biskup prawosławny
  - Kathleen Van Brempt, belgijska i flamandzka polityk
- 1970:
  - Peter Dutton, australijski polityk
  - Mike Epps, amerykański aktor, komik, raper, scenarzysta i producent filmowy
  - Megyn Kelly, amerykańska dziennikarka i prezenterka telewizyjna
  - Anna Loos, niemiecka aktorka, piosenkarka
  - Gil Paulista, brazylijski piłkarz, trener
  - Martin Pringle, szwedzki piłkarz, trener
  - Ołena Ronżyna, ukraińska wioślarka
  - Julija Sotnikowa, rosyjska lekkoatletka, sprinterka
  - Peta Wilson, australijska aktorka, modelka
  - Mounir Zeghdoud, algierski piłkarz
- 1971:
  - Ilka Bessin, niemiecka aktorka komediowa
  - Karl Deisseroth, amerykański neurobiolog, psychiatra
  - Bobby Julich, amerykański kolarz szosowy
  - Lee Lim-saeng, południowokoreański piłkarz, trener
  - Maciej Majchrzak, polski gitarzysta, klawiszowiec, członek zespołów: T.Love, Paul Pavique Movement i Incrowd
  - Frank Pando, chilijski aktor, scenarzysta i producent telewizyjny i filmowy
- 1972:
  - Chris Klug, amerykański snowboardzista
  - Serhij Skaczenko, ukraiński piłkarz, trener
  - Jeroen Straathof, holenderski łyżwiarz szybki, kolarz torowy
  - Pavel Zeman, czeski prawnik, prokurator generalny
- 1973:
  - Sammi Adjei, ghański piłkarz
  - Darko Kovačević, serbski piłkarz
  - Przemysław Włosek, polski samorządowiec, wicemarszałek województwa zachodniopomorskiego
- 1974:
  - Chrisi Biskidzi, grecka wioślarka
  - Sven Felski, niemiecki hokeista
  - Denis Romanenco, mołdawski piłkarz, bramkarz
  - Chloë Sevigny, amerykańska aktorka pochodzenia francusko-polskiego
  - Petter Solberg, norweski kierowca rajdowy
  - Max Tonetto, włoski piłkarz
  - Lia-Olguța Vasilescu, rumuńska działaczka samorządowa, polityk
- 1975:
  - Tommy Ahlers, duński przedsiębiorca, polityk
  - Altin Lala, albański piłkarz
  - Angel Nikolov, czeski hokeista
  - David Ortiz, dominikański baseballista
  - Carmen Țurlea, rumuńska siatkarka
  - Renée Varsi, meksykańska aktorka
  - Jason Williams, amerykański koszykarz
- 1976:
  - Guy Armand Feutchine, kameruński piłkarz
  - Sage Francis, amerykański raper
  - Steven Pasquale, amerykański aktor, producent filmowy, piosenkarz
  - Matthew Welsh, australijski pływak
- 1977:
  - Fabolous, amerykański raper
  - Liliana Gibek, polska piłkarka
  - Kamil Mikulčík, słowacki piosenkarz, aktor
- 1978:
  - Damien Johnson, północnoirlandzki piłkarz
  - Jyothika, indyjska aktorka
  - Aldo Montano, włoski szablista
  - Andris Nelsons, łotewski dyrygent
  - Tomasz Ścigaczewski, polski lekkoatleta, płotkarz
- 1979:
  - Elizabeth Anne Allen, amerykańska aktorka
  - Hugo Boris, francuski pisarz
  - Alberto Nosè, włoski pianista
  - Nate Parker, amerykański aktor, reżyser, scenarzysta i producent filmowy
  - Robert Pelikán, czeski prawnik, polityk
  - Edyta Ropek, polska wspinaczka sportowa
  - Włodzimierz (Samochin), rosyjski biskup prawosławny
- 1980:
  - Iwan Czeriezow, rosyjski biathlonista
  - François Duval, belgijski kierowca rajdowy
  - Hamza al-Ghamdi, saudyjski terrorysta (zm. 2001)
  - Lisa Harriton, amerykańska pianistka, keyboardzistka
  - Richard Limo, kenijski lekkoatleta, długodystansowiec
  - Emanuel Sandhu, kanadyjski łyżwiarz figurowy
  - Christian Zeitz, niemiecki piłkarz ręczny
- 1981:
  - Alexandre Boucicaut, haitański piłkarz
  - Thierry Dusautoir, francuski rugbysta
  - Roma Gąsiorowska, polska aktorka
  - Nasim Pedrad, amerykańska aktorka pochodzenia irańskiego
  - Vittoria Puccini, włoska aktorka
  - Slavomíra Sľúková, słowacka lekkoatletka, tyczkarka
  - Allison Tolman, amerykańska aktorka
- 1982:
  - Gracia Baur, niemiecka piosenkarka
  - Zbigniew Czerwiński, polski żużlowiec
  - Olivia Nobs, szwajcarska snowboardzistka
  - Hannes Peckolt, niemiecki żeglarz sportowy
  - Olga Szomańska, polska wokalistka, aktorka
- 1983:
  - Michael Dawson, angielski piłkarz
  - Robert Kazinsky, brytyjski aktor pochodzenia żydowskiego
  - Isabel Swan, brazylijska żeglarka sportowa
  - Ben Varon, fiński gitarzysta, członek zespołu Amoral
- 1984:
  - Johnny Christ, amerykański basista, członek zespołu Avenged Sevenfold
  - Aleksander Ihnatowicz, polski aktor
  - Enar Jääger, estoński piłkarz
  - Anna Loerper, niemiecka piłkarka ręczna
  - Miodu, polski wokalista, autor tekstów
- 1985:
  - Melanie Behringer, niemiecka piłkarka
  - Allyson Felix, amerykańska lekkoatletka, sprinterka
  - Hiromi Miyake, japońska sztangistka
  - Katie Morgan, amerykańska lekkoatletka, tyczkarka
  - Anna Reymer, nowozelandzka wioślarka
  - María Serrano, hiszpańska zapaśniczka
  - Adriaan Strauss, południowoafrykański rugbysta
- 1986:
  - Marie Růžičková, słowacka koszykarka
  - Kateřina Böhmová, czeska tenisistka
  - Pablo Lyle, meksykański model, aktor
  - Arseniusz (Łazarow), bułgarski biskup prawosławny
  - James Thompson, południowoafrykański wioślarz
- 1987:
  - Jake Abel, amerykański aktor
  - Imogen Bankier, szkocka badmintonistka
  - Cal Clutterbuck, kanadyjski hokeista
  - Giulia Gatto-Monticone, włoska tenisistka
  - Iwona Wicha, polska lekkoatletka, biegaczka na orientację i po schodach
  - Yoon Park, południowokoreański aktor
- 1988:
  - Łarisa Ilczenko, rosyjska pływaczka długodystansowa
  - Selime İlyasoğlu, turecka siatkarka
  - José Peñarrieta, boliwijski piłkarz, bramkarz
  - Marie Josée Ta Lou, iworyjska lekkoatletka, sprinterka
  - Alejandro Valdés, kubański zapaśnik
- 1989:
  - Marc Albrighton, angielski piłkarz
  - Mari Eide, norweska biegaczka narciarska
  - José Manuel Fernández, hiszpański piłkarz
  - Lu Jiajing, chińska tenisistka
- 1990:
  - Bálint Bajner, węgierski piłkarz
  - Raymond Cowels, amerykański koszykarz
  - Lewan Kenia, gruziński piłkarz
  - Arnett Moultrie, amerykański koszykarz
  - Kira Walkenhorst, niemiecka siatkarka plażowa
- 1991:
  - Noppawan Lertcheewakarn, tajska tenisistka
  - Om Yun-chol, północnokoreański sztangista
  - Katarina Osadchuk, australijska siatkarka
  - Adrianna Szady, polska siatkarka
- 1992:
  - Apti Auchadow, rosyjski sztangista
  - Emanuel Buchmann, niemiecki kolarz szosowy
  - Nathan Kress, amerykański aktor
  - Zach Lofton, amerykański koszykarz
  - Filip Malbašić, serbski piłkarz
  - Henry Martín, meksykański piłkarz
  - Quincy Miller, amerykański koszykarz
  - Steven Skrzybski, niemiecki piłkarz pochodzenia polskiego
  - Tan Yayun, chińska sztangistka
- 1993:
  - Andreea Aanei, rumuńska sztangistka
  - Aleksander Leńczuk, polski koszykarz
  - Dalton Webb, kanadyjski zapaśnik
  - Gianna Woodruff, panamska lekkoatletka, płotkarka
- 1994: 
  - Brendan Kerry, australijski łyżwiarz figurowy
  - Danka Kovinić, czarnogórska tenisistka
  - Kamil Wodka, polski aktor
- 1995:
  - Domen Črnigoj, słoweński piłkarz
  - Marco Meyerhöfer, niemiecki piłkarz
  - Adam Ruda, polski skoczek narciarski
- 1996:
  - Akram Afif, katarski piłkarz
  - Rémi Oudin, francuski piłkarz
  - Maxim Saculțan, mołdawski zapaśnik
  - Smoke Dawg, kanadyjski raper (zm. 2018)
- 1997:
  - Jasir Iszhata Abbadi Ahmad, egipski zapaśnik
  - Robert Sánchez, hiszpański piłkarz, bramkarz
  - Kamila Żuk, polska biathlonistka
- 1998:
  - Pawieł Dzik, białoruski narciarz dowolny
  - Rakib Hossain, bangladeski piłkarz
  - Pawieł Kotow, rosyjski tenisista
  - Janis Papanikolau, grecki piłkarz
- 1999:
  - Adrian Bogucki, polski koszykarz
  - Róbert Boženík, słowacki piłkarz
  - Rodrigo Marta, portugalski rugbysta
  - Domingos Quina, portugalski piłkarz pochodzenia gwinejskiego
- 2000:
  - Amber Anning, brytyjska lekkoatletka, sprinterka
  - Heorhij Citaiszwili, ukraiński piłkarz pochodzenia gruzińskiego
  - Carlos Higuera, meksykański piłkarz, bramkarz
- 2001:
  - Ángel Robles, meksykański piłkarz
  - Orozbek Toktomambetow, kirgiski zapaśnik
- 2002 – Patrick Baldwin, amerykański koszykarz
- 2003:
  - Jalen Duren, amerykański koszykarz
  - Marija Timofiejewa, rosyjska tenisistka
- 2004 – Luka Romero, argentyński piłkarz

## Zmarli
- 1170 – Albrecht Niedźwiedź, książę Saksonii, margrabia Brandenburgii (ur. ok. 1100)
- po 1238 – Ryksa Odonówna, księżniczka wielkopolska (ur. ok. 1190)
- 1259 – Adam z Marsh, angielski franciszkanin, teolog (ur. ?)
- 1269 – Widukind von Waldeck, niemiecki duchowny katolicki, biskup Osnabrück (ur. ?)
- 1305 – Jan II, książę Bretanii (ur. 1239)
- 1313 – Konstancja, infantka portugalska, królowa Kastylii i Leónu (ur. 1290)
- 1330 – Werner von Orseln, wielki mistrz zakonu krzyżackiego (ur. ok. 1280)
- 1349 – Fryderyk II Poważny, margrabia Miśni, landgraf Turyngii (ur. 1310)
- 1384 – Doring, lwowski architekt nieznanego pochodzenia (ur. ?)
- 1463 – Jan IV, książę Bawarii (ur. 1437)
- 1472 – Bessarion, grecki kardynał, filozof (ur. 1408)
- 1535 – Piero de Ponte, wielki mistrz zakonu joannitów (ur. 1462)
- 1540 – Sigmund Holbein, niemiecki malarz (ur. ok. 1470)
- 1547 – Helena (Diewoczkina), rosyjska święta mniszka prawosławna (ur. ?)
- 1559 – Cuthbert Tunstall, angielski duchowny katolicki, biskup Durham (ur. 1474)
- 1603 – Dionizy Zbirujski, prawosławny, a następnie pierwszy unicki biskup chełmski (ur. ?)
- 1606 – John Lyly, angielski prozaik, dramaturg (ur. 1554)
- 1619:
  - Leonard Kimura, japoński jezuita, męczennik, błogosławiony (ur. 1575)
  - Andrzej Murayama Tokuan, japoński męczennik, błogosławiony (ur. ?)
  - Jan Yoshida Shōun, japoński męczennik, błogosławiony (ur. ?)
  - Kosma Takeya Sozaburō, koreański męczennik, błogosławiony (ur. ?)
- 1630 – (data pogrzebu) Esaias van de Velde, holenderski malarz (ur. 1587)
- 1632 – Ludovico Ludovisi, włoski kardynał (ur. 1595)
- 1657 – Luke Wadding, irlandzki franciszkanin, teolog, historyk (ur. 1588)
- 1664 – Nikola Zrinski, węgierski magnat, poeta, polityk, ban Chorwacji (ur. 1620)
- 1683:
  - Ludwik de Bourbon, francuski hrabia, nieślubny syn króla Ludwika XIV i Ludwiki de la Vallière (ur. 1667)
  - Innocenty (Gizel), rosyjski duchowny prawosławny, historyk pochodzenia niemieckiego (ur. 1600)
- 1692 – Robert Holmes, angielski admirał (ur. ok. 1622)
- 1724 – Bartolomeu de Gusmão, portugalski jezuita, wynalazca (ur. 1685)
- 1774 – Giovanni Francesco Stoppani, włoski kardynał (ur. 1695)
- 1780 – Józef Kanty Ossoliński, polski szlachcic, polityk (ur. 1707)
- 1785 – Ludwik Filip, książę Orleanu i Montpensier (ur. 1725)
- 1795 – Jan August Cichocki, polski generał-major, uczestnik insurekcji kościuszkowskiej (ur. 1750)
- 1796 – Antoni Dziekoński, polski szlachcic, polityk (ur. ?)
- 1800 – Franciszek Faberski, polski polityk, rajca i burmistrz Kielc (ur. ok. 1716)
- 1803 – Égide Albanese, francuski śpiewak (kastrat), kompozytor pochodzenia włoskiego (ur. 1728)
- 1804 – Philip Schuyler, amerykański przedsiębiorca, wojskowy, polityk (ur. 1733)
- 1806 – Claude-Nicolas Ledoux(inne języki), francuski architekt (ur. 1736)
- 1814 – Aleijadinho, brazylijski architekt, rzeźbiarz (ur. 1730 lub 38)
- 1821 – Johann Jacob Schweppe, niemiecki jubiler, zegarmistrz (ur. 1740)
- 1822:
  - Ber Sonnenberg, polski bankier, filantrop pochodzenia żydowskiego (ur. 1764)
  - Anton Teyber, austriacki kompozytor, organista (ur. 1756)
- 1827:
  - Wilhelm Hauff, niemiecki pisarz (ur. 1802)
  - (lub 1828) Fortunat Jurewicz, polski zoolog, lekarz, wykładowca akademicki, filareta (ur. 1801)
- 1828 – Jan Bogumił Freyer, polski lekarz, działacz społeczny pochodzenia niemieckiego (ur. 1778)
- 1830:
  - Franco Andrea Bonelli, włoski entomolog, ornitolog (ur. 1784)
  - Adam Weishaupt, niemiecki filozof, założyciel zakonu iluminatów (ur. 1748)
- 1841 – Agustín Gamarra, peruwiański wojskowy, polityk, prezydent Peru (ur. 1785)
- 1851 – Ernest August I, król Hanoweru (ur. 1771)
- 1852 – Róża Filipina Duchesne, francuska zakonnica, święta (ur. 1769)
- 1854:
  - Edward Forbes, brytyjski przyrodnik, wykładowca akademicki (ur. 1815)
  - George William Manby, brytyjski wojskowy, wynalazca (ur. 1765)
- 1863 – August Beer, niemiecki fizyk, chemik, matematyk (ur. 1825)
- 1864 – Hong Tianguifu, drugi i ostatni cesarz Niebiańskiego Królestwa Wielkiego Pokoju (ur. 1849)
- 1868 – José Tadeo Monagas, wenezuelski polityk, prezydent Wenezueli (ur. 1784)
- 1876 – Narcisse Virgilio Díaz, francuski malarz, grafik pochodzenia hiszpańskiego (ur. 1807)
- 1882:
  - Walerian Michał Makowiecki, polski polityk, prezydent Częstochowy i Łodzi, porucznik w służbie rosyjskiej (ur. 1834)
  - Aleksander Mirecki, polski skrzypek, pedagog (ur. 1809)
- 1885 – Constantijn Theodoor van Lynden van Sandenburg, holenderski polityk, premier Holandii (ur. 1826)
- 1886:
  - Chester Arthur, amerykański polityk, wiceprezydent i prezydent USA (ur. 1829)
  - Piotr Semenenko, polski duchowny i teolog katolicki, współzałożyciel i przełożony generalny zmartwychwstańców, filozof (ur. 1814)
- 1887:
  - Gustav Theodor Fechner, niemiecki fizyk, filozof (ur. 1801)
  - Eduard Marxsen, niemiecki kompozytor, pianista (ur. 1806)
- 1888 – Walery Rzewuski, polski fotograf, działacz społeczny (ur. 1837)
- 1889 – William Allingham, irlandzki poeta, antropolog (ur. 1824)
- 1892 – Hannes Finsen, duński polityk, prefekt Wysp Owczych (ur. 1828)
- 1896 – Karl Eisenlohr, niemiecki neurolog (ur. 1847)
- 1897 – Michał Tyszkiewicz, polski podróżnik, kolekcjoner, archeolog amator (ur. 1828)
- 1898 – Aleksander Wisłocki, polski prawnik, notariusz, radny i burmistrz Tarnowa (ur. ok. 1820)
- 1899 – Feliks Jasiński, polski inżynier kolejnictwa (ur. 1856)
- 1902 – Grimoaldo, włoski pasjonista, błogosławiony (ur. 1883)
- 1904 – Herman Czecz de Lindenwald, polski ziemianin, polityk (ur. 1854)
- 1909 – Renée Vivien, brytyjska pisarka tworząca w języku francuskim (ur. 1877)
- 1911 – Siegmund Kalischer, niemiecki prozaik, eseista, dziennikarz (ur. 1880)
- 1912:
  - Bronisław Komorowski, polski prozaik, dramaturg (ur. 1847)
  - Richard O’Connor, australijski prawnik, polityk (ur. 1851)
- 1914:
  - Antoni Gołkowski, polski nauczyciel, uczestnik powstania styczniowego (ur. 1838)
  - Karolina Kózkówna, polska męczennica, błogosławiona (ur. 1898)
  - Bolesław Kropaczek, polski geolog (ur. 1886)
  - Stanisław Paderewski, polski inżynier górniczy, legionista (ur. 1875)
- 1915:
  - Karel Brančik, węgierski lekarz, przyrodnik (ur. 1842)
  - Mansuetus Fromm, niemiecki franciszkanin, architekt, budowniczy (ur. 1861)
  - Ksawery Zakrzewski, polski lekarz, działacz społeczny (ur. 1876)
- 1917:
  - Frederick Stanley Maude, brytyjski generał (ur. 1864)
  - Jan Zabuda, polski działacz ludowy, polityk (ur. 1859)
- 1918 – Robert Biddulph, brytyjski generał, polityk kolonialny (ur. 1835)
- 1919:
  - Ferdinand Domela Nieuwenhuis, holenderski działacz socjalistyczny i anarchistyczny, polityk (ur. 1846)
  - Adolf Hurwitz, niemiecki matematyk (ur. 1859)
- 1921 – Cornelius Leahy, brytyjski lekkoatleta, skoczek wzwyż pochodzenia irlandzkiego (ur. 1876)
- 1922 – Marcel Proust, francuski pisarz (ur. 1871)
- 1924 – Karl Egon von Reitzenstein, niemiecki ziemianin, polityk (ur. 1873)
- 1927 – Antoni Symon, polski generał dywizji (ur. 1862)
- 1928 – Mauritz Stiller, szwedzko-fiński aktor, reżyser i scenarzysta filmowy pochodzenia żydowskiego (ur. 1883)
- 1930:
  - Clarence D. Clark, amerykański polityk (ur. 1851)
  - Käthe Schirmacher, niemiecka pisarka, polityk (ur. 1865)
  - Leopoldo Torricelli, włoski kolarz torowy i szosowy (ur. 1893)
- 1931:
  - Maurice Couyba, francuski polityk, poeta, krytyk literacki (ur. 1866)
  - Iwan Ficzew, bułgarski generał porucznik, naukowiec, polityk (ur. 1860)
- 1932:
  - Christine Marie Berkhout, holenderska mykolog, fitopatolog (ur. 1893)
  - Zdzisław Jasiński, polski malarz, rysownik, akwarelista (ur. 1863)
- 1934:
  - Pieter Cornelis Johannes van Brero, holenderski psychiatra (ur. 1860)
  - Pietro Gasparri, włoski kardynał (ur. 1852)
- 1935:
  - Feliks Gęstwicki, polski malarz (ur. 1884)
  - Stanisław Michalski, polski ziemianin, działacz społeczny (ur. 1863)
- 1937 – Józef Gruszka, polski podpułkownik dyplomowany piechoty (ur. 1890)
- 1938 – Stanisław Łazarski, polski adwokat, polityk (ur. 1849)
- 1939 – Eduard Fischer, szwajcarski botanik, mykolog, wykładowca akademicki (ur. 1861)
- 1940:
  - Iwane Dżawachiszwili, gruziński historyk, językoznawca, wykładowca akademicki (ur. 1876)
  - Ion Inculeț, mołdawski polityk, jedyny prezydent Mołdawskiej Republiki Demokratycznej (ur. 1884)
  - Stanisław Zgliczyński, polski adwokat, działacz społeczny (ur. 1900)
- 1941:
  - Émile Nelligan, kanadyjski poeta (ur. 1879)
  - Walther Nernst, niemiecki fizyk, chemik, laureat Nagrody Nobla (ur. 1864)
  - Iwan Panfiłow, radziecki generał-major (ur. 1893)
  - Chris Watson, australijski polityk, premier Australii (ur. 1867)
  - Paweł Wójcik, polski podporucznik, harcmistrz, konspirator (ur. 1916)
- 1942:
  - Zofia Garlicka, polska lekarka, działaczka społeczna (ur. 1874)
  - Jan Siuzdak, polski duchowny katolicki, męczennik, Sługa Boży (ur. 1898)
- 1943:
  - Uładzisłau Kazłouski, białoruski publicysta, wydawca, poeta, działacz oświatowy, społeczno-kulturalny i narodowy (ur. 1896)
  - Ryszard Kowalski, polski podporucznik saperów, oficer AK, cichociemny (ur. 1919)
- 1944:
  - Aaron Abraham Kabak, żydowski pisarz, krytyk literacki, tłumacz (ur. 1800 lub 83)
  - Hans Klein, niemiecki pilot wojskowy, as myśliwski (ur. 1891)
  - Wiesław Sten, polski religioznawca, astralista, pisarz (ur. 1890)
- 1945 – Michał Marczak, polski historyk, bibliotekarz-archiwista, etnograf, pedagog, publicysta (ur. 1886)
- 1947 – Wiktor Malczyński, polski działacz spółdzielczy, polityk, poseł do KRN i na Sejm Ustawodawczy (ur. 1897)
- 1948 – John J. Delaney, amerykański polityk (ur. 1878)
- 1949 – Henry Betterton, brytyjski arystokrata, prawnik, polityk (ur. 1872)
- 1950 – Gerardus van der Leeuw, holenderski teolog, religioznawca, egiptolog, wykładowca akademicki, polityk (ur. 1890)
- 1952:
  - Paul Éluard, francuski poeta (ur. 1895)
  - Lew Fienin, rosyjski aktor (ur. 1886)
- 1953:
  - Jan Matysko, polski porucznik, żołnierz AK, cichociemny (ur. 1912)
  - Henryk Popowski, polski nauczyciel, polityk, poseł na Sejm RP (ur. 1878)
- 1954:
  - Jan Tokarzewski-Karaszewicz, ukraiński książę, historyk, heraldyk, dyplomata, polityk (ur. 1885)
  - Joe Toner, irlandzki piłkarz (ur. 1894)
- 1955 – Jānis Goldmanis, łotewski polityk (ur. 1875)
- 1957 – Rudolf Diels, niemiecki prawnik, funkcjonariusz nazistowski, pierwszy szef Gestapo (ur. 1900)
- 1958 – Witold Budryk, polski inżynier górnictwa (ur. 1891)
- 1959:
  - Aleksandr Chinczyn, rosyjski matematyk, wykładowca akademicki (ur. 1894)
  - Douglas Håge, szwedzki aktor (ur. 1898)
- 1960:
  - Donald Somervell, brytyjski prawnik, polityk (ur. 1889)
  - Erich Thomas, niemiecki pilot wojskowy, as myśliwski (ur. 1897)
- 1961:
  - Hermannus Höfte, holenderski wioślarz (ur. 1884)
  - Bud Pinkston, amerykański skoczek do wody (ur. 1900)
  - Hadżi Seraja Szapszał, polski duchowny karaimski, turkolog (ur. 1873)
  - Eduard Tisse, radziecki operator filmowy pochodzenia szwedzkiego (ur. 1897)
- 1962 – Niels Bohr, duński fizyk, laureat Nagrody Nobla (ur. 1885)
- 1963:
  - Edgar Beyn, niemiecki żeglarz sportowy (ur. 1904)
  - Karolina Lubliner-Mianowska, polska działaczka harcerska, botanik, wykładowczyni akademicka pochodzenia żydowskiego (ur. 1899)
  - Ludwik Franciszek Wlazełko, polski major piechoty (ur. 1896)
- 1964 – Jan Stanisław Bystroń, polski etnolog, socjolog (ur. 1892)
- 1965:
  - Karol Malczyk, polski malarz, rzeźbiarz, witrażysta (ur. 1907)
  - Henry Wallace, amerykański polityk, wiceprezydent USA (ur. 1888)
  - Frank Wilcoxon, amerykański statystyk i chemik (ur. 1892)
- 1966 – Yūsaburō Uchida, japoński psychiatra, psycholog (ur. 1894)
- 1968:
  - Gieorgij Głazkow, rosyjski piłkarz, trener (ur. 1911)
  - Walter Wanger, amerykański producent filmowy pochodzenia żydowskiego (ur. 1894)
- 1969:
  - Léon Jongen, belgijski kompozytor, pianista, pedagog (ur. 1884)
  - Joseph P. Kennedy Sr., amerykański przedsiębiorca, polityk, dyplomata pochodzenia irlandzkiego (ur. 1888)
  - Henry Nielsen, duński lekkoatleta, długodystansowiec (ur. 1910)
  - Hans-Erich Voss, niemiecki wiceadmirał (ur. 1897)
- 1970 – Arthur Laumann, niemiecki pilot wojskowy, as myśliwski (ur. 1894)
- 1971:
  - Eva Liebenberg, niemiecka śpiewaczka operowa (kontralt) (ur. 1890)
  - Józef Sobiesiak, polski generał brygady, kontradmirał, działacz komunistyczny (ur. 1914)
  - Czesław Śliwa, polski oszust pochodzenia żydowskiego (ur. 1932)
- 1972:
  - Władysław Miazio, polski zapaśnik, trener zapasów i podnoszenia ciężarów (ur. 1900)
  - Bolesław Podedworny, polski polityk, minister leśnictwa, członek Rady Państwa (ur. 1898)
  - Andriej Stuczenko, radziecki generał (ur. 1904)
- 1973 – Alois Hába, czeski kompozytor (ur. 1893)
- 1974:
  - Gösta Lilliehöök, szwedzki pięcioboista nowoczesny (ur. 1884)
  - Marian Mazur, polski prawnik, polityk, p.o. prokuratora generalnego (ur. 1910)
  - Hans Moser, szwajcarski jeździec sportowy (ur. 1901)
- 1976:
  - Hermann Hubacher, szwajcarski rzeźbiarz, plastyk (ur. 1885)
  - Man Ray, amerykański fotograf, reżyser pochodzenia żydowskiego (ur. 1890)
- 1977 – Kurt Schuschnigg, austriacki polityk, kanclerz Austrii (ur. 1897)
- 1978:
  - Jim Jones, amerykański przywódca sekty (ur. 1931)
  - Jiří Skobla, czechosłowacki lekkoatleta, kulomiot (ur. 1930)
- 1979:
  - Piotr Sobczyk, polski inżynier-rolnik, polityk, poseł na Sejm RP (ur. 1887)
  - Gawrił Weresow, białorusko-radziecki szachista (ur. 1912)
- 1980:
  - Seweryn Nowicki, polski reżyser filmowy (ur. 1902)
  - Wojciech Rajewski, polski aktor (ur. 1914)
- 1981 – Aleksiej Okładnikow, rosyjski archeolog, historyk, etnograf, wykładowca akademicki (ur. 1908)
- 1982:
  - Kim Duk-koo, południowokoreański bokser (ur. 1955)
  - Heinar Kipphardt, niemiecki pisarz (ur. 1922)
- 1983:
  - Ivan Albright, amerykański malarz (ur. 1897)
  - Marcel Dalio, francuski aktor pochodzenia żydowskiego (ur. 1899)
- 1985:
  - Tadeusz Cieślak, polski historyk, wykładowca akademicki (ur. 1917)
  - Boris Kokowkin, rosyjski aktor (ur. 1910)
  - Yrjö Nikkanen, fiński lekkoatleta, oszczepnik (ur. 1914)
  - Dmitrij Riabyszew, radziecki generał porucznik (ur. 1894)
- 1986:
  - Gia Carangi, amerykańska modelka (ur. 1960)
  - Sophus Kahrs, norweski polityk nazistowski, dowódca Førergarden, kolaborant (ur. 1918)
- 1987:
  - Jacques Anquetil, francuski kolarz szosowy i torowy (ur. 1934)
  - Marian Tumler, austriacki duchowny katolicki, wielki mistrz zakonu krzyżackiego (ur. 1887)
- 1988 – Józef Korolkiewicz, polski malarz, śpiewak operowy (baryton), lekkoatleta (ur. 1902)
- 1989:
  - Jan Drzewoski, polski kompozytor, organista (ur. 1891)
  - Edvin Laine, fiński reżyser filmowy (ur. 1905)
  - Jan Krzysztof Makulski, polski etnograf, muzealnik, wykładowca akademicki (ur. 1938)
  - Gustav Seidenstücker, niemiecki entomolog (ur. 1912)
- 1991:
  - Gustáv Husák, czechosłowacki polityk komunistyczny, prezydent Czechosłowacji (ur. 1913)
  - Zenon Wieczorek, polski motocyklista rajdowy (ur. 1940)
  - Eugen York, niemiecki reżyser filmowy (ur. 1912)
- 1992:
  - Franciszek Bronowski, polski historyk, wykładowca akademicki (ur. 1928)
  - Dorothy Kirsten, amerykańska śpiewaczka operowa, sopran (ur. 1910)
  - Leon Kotarba, polski polityk, poseł na Sejm PRL (ur. 1924)
- 1993 – Rudolph Matt, austriacki narciarz alpejski (ur. 1909)
- 1994:
  - Cab Calloway, amerykański wokalista jazzowy (ur. 1907)
  - Wanda Ostrowska, polska aktorka (ur. 1933)
  - Me’ir Talmi, izraelski polityk (ur. 1909)
- 1996:
  - Evelyn Hooker, amerykańska psycholog (ur. 1907)
  - Stefania Żubrówna, polska aktorka (ur. 1928)
- 1997 – Fredrik Horn, norweski piłkarz (ur. 1916)
- 1999 – Paul Bowles, amerykański kompozytor, pisarz (ur. 1910)
- 2000:
  - Irena Cichowska, polska malarka (ur. 1912)
  - Jaap van der Leck, holenderski trener piłkarski (ur. 1911)
  - Hubert Miller, amerykański bobsleista (ur. 1918)
- 2001 – Jerzy Adamski, polski pisarz, krytyk literacki, tłumacz (ur. 1922)
- 2002:
  - James Coburn, amerykański aktor (ur. 1928)
  - Francesco De Martino, włoski prawnik, polityk (ur. 1907)
  - Juliusz Wyrzykowski, polski aktor (ur. 1946)
- 2003 – Michael Kamen, amerykański kompozytor pochodzenia żydowskiego (ur. 1948)
- 2004:
  - Juan Carlos Aramburu, argentyński duchowny katolicki, arcybiskup Buenos Aires, kardynał (ur. 1912)
  - Cy Coleman(inne języki), amerykański kompozytor, autor musicali (ur. 1929)
  - Siergiej Kowalenko, radziecki koszykarz (ur. 1947)
  - Alfred Maseng, vanuacki polityk, prezydent Vanuatu (ur. ?)
  - Bolesław Taborski, polski duchowny katolicki, biskup pomocniczy przemyski (ur. 1917)
- 2005 – Harold J. Stone, amerykański aktor (ur. 1913)
- 2007:
  - Helena Chłopek, polska poetka, pisarka (ur. 1917)
  - Maciej Marczewski, polski tenisista stołowy, trener (ur. 1937)
- 2008 – Tomasz Pyć, polski dziennikarz telewizyjny (ur. 1945)
- 2009 – Anna Kołyszko, polska tłumaczka (ur. 1953)
- 2010 – Brian Marsden, brytyjski astronom (ur. 1937)
- 2011 – Jones Mwewa, zambijski piłkarz (ur. 1973)
- 2012:
  - Jelena Donaldson-Achmyłowska, rosyjska szachistka (ur. 1957)
  - Helmut Sonnenfeldt, amerykański dyplomata (ur. 1926)
- 2013 – Ljubomir Vračarević, serbski mistrz sztuk walki, twórca real aikido (ur. 1947)
- 2014:
  - Ahmad al-Lauzi, jordański polityk, premier Jordanii (ur. 1925)
  - Alojzy Józekowski, polski major łączności, żołnierz Polskich Sił Zbrojnych na Zachodzie (ur. 1920)
  - Edmund Pluciński, polski matematyk (ur. 1929)
- 2015:
  - John Gainsford, południowoafrykański rugbysta (ur. 1938)
  - Antoni Jutrzenka-Trzebiatowski, polski biolog, botanik, fitosocjolog, polityk, senator RP (ur. 1938)
  - Józef Kossecki, polski inżynier, politolog, cybernetyk społeczny, wykładowca akademicki, dziennikarz, polityk (ur. 1936)
  - Jonah Lomu, nowozelandzki rugbysta (ur. 1975)
  - Mal Whitfield, amerykański lekkoatleta, sprinter i średniodystansowiec (ur. 1924)
- 2016:
  - Denton Cooley, amerykański kardiochirurg (ur. 1920)
  - Jerzy Cynk, polski historyk lotnictwa (ur. 1925)
  - Kervin Piñerua, wenezuelski siatkarz (ur. 1991)
  - Ryszard Szafirski, polski wspinacz, ratownik górski (ur. 1937)
  - Armando Tobar, chilijski piłkarz (ur. 1938)
- 2017:
  - Bolesław Bork, polski prozaik, poeta, dokumentalista, historyk (ur. 1923)
  - Friedel Rausch, niemiecki piłkarz, trener (ur. 1940)
  - Gillian Rolton, australijska jeźdźczyni sportowa (ur. 1956)
  - Pancho Segura, ekwadorski tenisista (ur. 1921)
  - Naim Süleymanoğlu, bułgarski i turecki sztangista (ur. 1967)
  - Malcolm Young, australijski gitarzysta, członek zespołu AC/DC pochodzenia szkockiego (ur. 1953)
- 2018:
  - Andrzej Grembowicz, polski pisarz, scenarzysta (ur. 1958)
  - Maria Zielińska, polska śpiewaczka operowa (sopran) (ur. 1924)
  - Uładzimir Żurawiel, białoruski piłkarz, trener (ur. 1971)
  - Mike Butler, amerykański koszykarz (ur. 1946)
- 2019:
  - Zbigniew Jujka, polski rysownik, satyryk (ur. 1935)
  - Tadeusz Piotrowski, polski żeglarz (ur. 1940)
- 2020:
  - Iwannis Louis Awad, syryjski duchowny syryjskokatolicki, egzarcha apostolski Wenezueli (ur. 1934)
  - Omar Arte Ghalib, somalijski polityk, minister spraw zagranicznych, premier Somalii (ur. 1930)
  - László Benkő, węgierski klawiszowiec, trębacz, członek zespołu Omega (ur. 1943)
  - Adam Musiał, polski piłkarz (ur. 1948)
- 2021:
  - Dzianis Kouba, białoruski piłkarz (ur. 1976)
  - Kim Suominen, fiński piłkarz (ur. 1969)
  - Andrzej Urny, polski gitarzysta, kompozytor, aranżer, producent muzyczny, członek zespołów: Irjan, Dżem, Perfect i Krzak (ur. 1957)
  - Oswald Wiener, austriacki pisarz, teoretyk językoznawstwa i cybernetyki (ur. 1935)
- 2022:
  - Kazimierz Biculewicz, polski poeta (ur. 1948)
  - Jan Kisyński, polski matematyk, wykładowca akademicki (ur. 1933)
  - Rafał Moks, polski zawodnik MMA (ur. 1986)
  - Ned Rorem, amerykański kompozytor (ur. 1923)
- 2023:
  - Anthony Farquhar, irlandzki duchowny katolicki, biskup pomocniczy Down-Connor (ur. 1940)
  - Ruud Geels, holenderski piłkarz (ur. 1948)
  - Zenon Hajduga, polski hokeista, trener, działacz sportowy (ur. 1935)
  - Konstanty Węgrzyn, polski antykwariusz, kolekcjoner sztuki (ur. 1936)
- 2024 – Bob Love, amerykański koszykarz (ur. 1942)